# Didgori-3
Didgori 3 (груз. დიდგორი 3) — грузинский бронетранспортёр, представленный в 2012 году. Название выбрано в честь Дидгорской битвы.

## История создания
Бронемашина была разработана в 2011 году государственным военным научно-техническим центром Дельта, имеющим в своем составе практически все оборонные предприятия и научно-исследовательские институты Грузии , такие как Тбилисский авиазавод

## Технические характеристики
Мощность двигателя составляет 160 л. с., максимальная скорость — 75 км/ч.

## Бронирование
Машина имеет гранёный корпус, который увеличивает её баллистическую защиту.

## Эксплуатанты
- Грузия - более трёх единиц по состоянию на 2022 год[1]

## Модификации
- Didgori- 1 — Экипаж 8+1 (пулемётчик), V-образный
- Didgori-2 — Экипаж 6+3 (пулемётчик).
  - Дидгори управления и связи  - 28 января 2014 года на презентации в Тбилиси были представлены две машины[2]
  - Дидгори с ракетным модулем  - один демонстрационный образец представлен 26 мая 2015 года на выставке в Тбилиси[3]
- Didgori-3 - модель 2010 года, впервые представлена в мае 2012 года[4]
- Дидгори Медэвак - Бронированная медицинская машина (БММ)

## Галерея

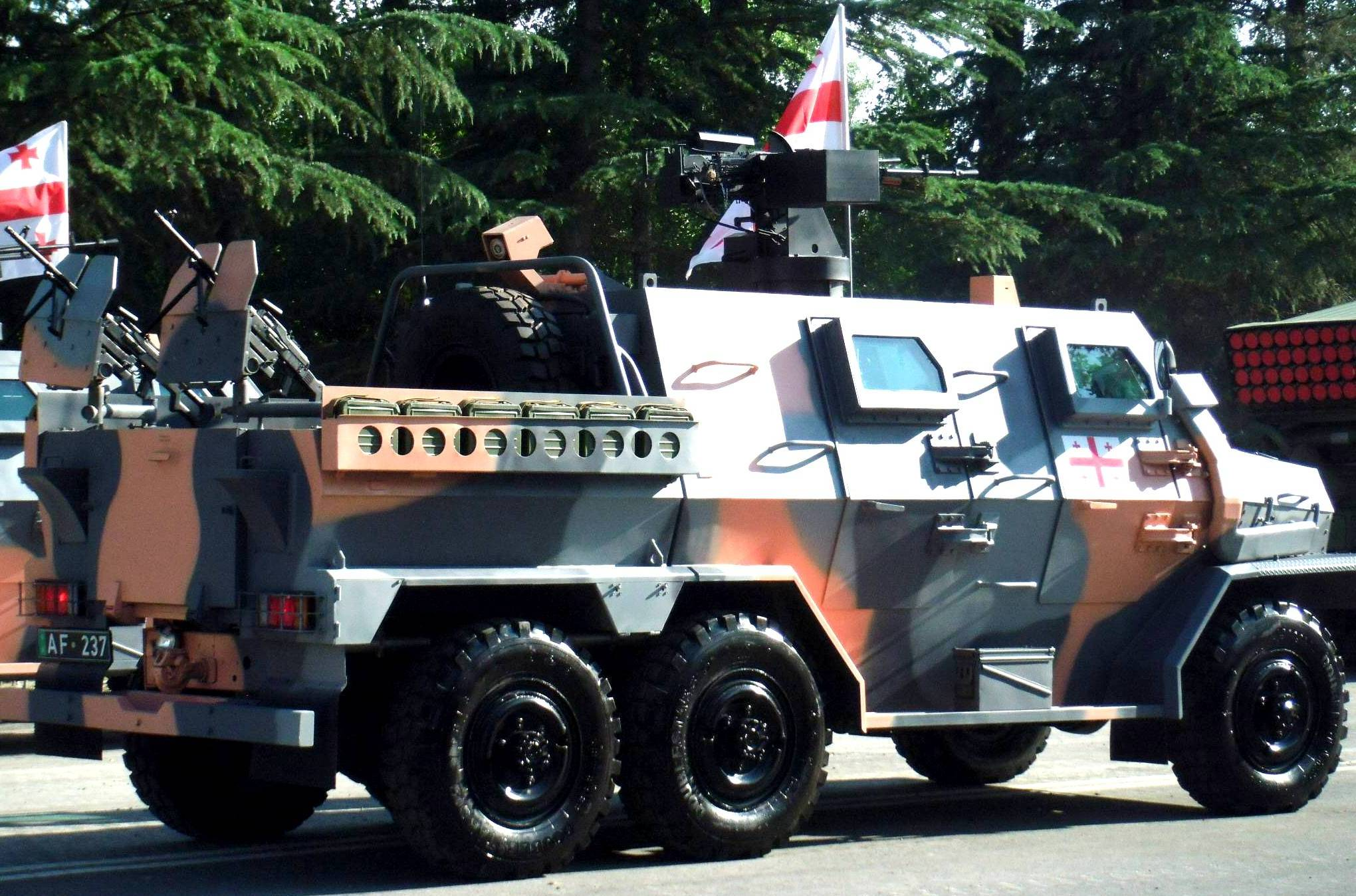
Вид сбоку и сзади